# Stadion Dukla
Stadion Dukla je fotbalový stadion, který se nachází ve slezském městě Havířov (okres Karviná), v městské části Prostřední Suchá. Své domácí zápasy zde odehrává od roku 2006 fotbalový klub MFK Havířov, dříve zde hrával úspěšnější havířovský klub FK Havířov. Maximální kapacita stadionu činí 7 500 diváků, z toho 4 500 míst je k sezení. Stadion je bez umělého osvětlení.
Stavba stadionu byla zahájena v roce 1987. Byla provedena v několika fázích, kvůli čemuž byl stadion kompletně zhotoven až v roce 1996. V roce 2008 se vlastníkem stadionu stalo město Havířov, které na něm o tři roky později provedlo poslední větší rekonstrukci.